# Gobierno de Maynas
La Provincia de Maynas fue una de las provincias establecidas al oriente de la Presidencia de Quito durante el siglo XVII, que formaba parte primero del Virreinato del Perú y luego del Virreinato de la Nueva Granada y pero mediante la real cédula del 15 de julio de 1802, se reintegró al Virreinato del Perú, formando la Comandancia General de Maynas.

## Historia

### Dentro del Virreinato del Perú
El primer gobernador de Maynas fue Diego Vaca de Vega, quien en 1619 obtuvo de la Audiencia de Quito la autorización y los auxilios necesarios para la formación de un nuevo gobierno. El 9 de diciembre de 1619 se firmó el acta de la fundación de la ciudad de San Francisco de Borja; en 1634 terminó la fundación y eligió ayuntamiento, regidores y demás oficiales. Repartió la Nación Maynas en 24 encomiendas. En 1637 obtuvo el gobernador de Maynas, Vaca de la Cadena, los primeros jesuitas de Quito. Fueron designados por provisión de la Audiencia de Quito, previa colación del obispo de Quito, los PP. Cuxia y Cueva para fundadores de las Misiones de Mainas teniendo como escala el Curato de Borja, a donde llegaron el 6 de febrero de 1638. Los jesuitas de Quito inician las misiones en el Gobierno de Maynas para luego extenderse a lo largo de los ríos Amazonas y Ucayali.El año 1656, el Gobierno de Maynas, dependiente de la Presidencia de Quito, debía comprender la Ciudad de San Francisco de Borja y todas las provincias, naciones y ríos, donde los religiosos de la Compañía de Jesús llamados jesuitas quiteños, estuvieron fundando las misiones. Por esta decisión el Gobierno de Maynas comprendió el río Ucayali en forma general e indefinida, porque desde años anteriores los jesuitas se habían extendido a lo largo del río Ucayali hasta los altos pajonales cuya posesión la ratificó el rey de España Carlos II según la Real Cédula de 1689 que declara: 

Que las Misiones y Reducciones del Alto y Bajo Ucayali hasta los pajonales donde habían llegado el las conquistas del P. Ricter. pertenecian a los Misioneros Jesuitas de Quito; y mandando el rey sucesor, Conde de la Monclava [Melchor Portocarrero y Lasso de la Vega] que si dichos Jesuitas hubiesen sido desposeidos, fuesen luego repuestos. Es de suponer, que dichos sitios de los Pajonales, es cerca de la unión del Jauja con el Apurimac, desde donde se llama Ucayali, á los 11 grados de altura meridonal.

Sobre la conformidad de los hechos de la conquista de los misioneros de Quito, el Gobierno de Maynas se extendió sobre el río Ucayali hasta la zona ocupada por las naciones de los indios Campas o Cambas, o sea bañada por los ríos Paucartambo, Santa Anna, Urubamba, Apurimac y Jauja, es decir, hasta los linderos del Real Audiencia de Charcas actualmente Bolivia. El virrey del Perú no solamente no presto ayuda a los jesuitas sino que era su más grande opositor tanto que el rey de España Carlos II intervino por medio de la Real Cédula de 1689 en defensa de los derechos de los jesuitas de Quito y la Presidencia de Quito. En 1685 el padre Samuel Fritz que era uno de los jesuitas quiteños de origen alemán se había extendido a lo largo de la Amazonia hasta cerca de las bocas en el océano Atlántico; pero fue despojado de sus Misiones de la Gran Omagua por los portugueses. En 1698 fue martirizado el padre Richter y el clérigo Bárgez.

#### Misiones jesuíticas de Maynas
Cuando se empezó a dificultar el envío de religiosos al Marañon y había personas que presionaban para llevarlos a Europa, se tuvo que tomar decisiones al respecto. Conseguir religiosos para estos fines necesitaba la intervención de la Corte de Madrid con un Padre Procurador que buscaba personas con vocación, les dotaba de algunos recursos materiales y las facultades Ministeriales que obtenían del Obispado. Era común sin embargo que tanto españoles como americanos enfermen en el Oriente. Las condiciones fueron siempre adversas: un lugar aislado, vivir en un medio desconocido, el clima tropical y palúdico con gente muchas veces hostil y peligrosa. Esto requería una vocación convencida de que era difícil de conseguir. Sería en septiembre de 1684 que el Procurador en Madrid, el padre Manuel Rodríguez destinó a Quito a siete jesuitas que serían importantes para la historia. Entre ellos destacaron Juan Gastel de Austria, Samuel Fritz y Enrique Richter de Bohemia, República Checa. Cuando llegaron a San Francisco de Quito en agosto de 1685 se dirigieron al Marañón con José de Cases para realizar conquistas misionales que "aventajen a las anteriores". Gastel fue enviado a Borja, Fritz al inicio a la misión de Omaguas en el Amazonas y por último Richter iría a las Reducciones del Alto Ucayali. Se dedicaron a la catequesis y a la protección de los indígenas de cada población con sus dificultades particulares. Richter por ejemplo luchó contra los hábitos de los Cunivos que tendían a la embriaguez, amenazándoles con irse si no cambiaban, y logrando de esa manera que mejoren las costumbres. Fritz por otro lado fungió como Cura-Doctrinero de los Omaguas, una tribu numerosa que en 1686 decidieron llevarle a las islas del Amazonas en 1686 que se encuentra entre Napo y Putumayo. Fritz fundó además San Joaquín por haber recibido de la Duquesa de Arcos una imagen de este santo cuando se destinaba a la reducción. Le siguieron más reducciones como la de Nuestra Señora de Guadalupe y la reducción de San Pablo. En cada una de ellas construyó Fritz una iglesia. Además, a todas estas reducciones visitó el padre Zárate con el fin de construir un informe que presentaría al Rey Felipe V. Visitó muchos lugares y organizó un gran reporte que decía "El número de almas que viven en los pueblos de la misión, serán cosa de diez mil personas y los padres que las cuidan son dieciocho, y con el sacerdote seglar, Don José Bahamonde, son diecinueve los misioneros". Esta visita era de control pues no faltaban las controversias y rumores de que los padres se dedican al comercio y contrabando con los indígenas en las reducciones. En su apogeo, a finales del siglo XVII e inicios del siglo XVIII las reducciones de las misiones jesuitas en Maynas llegaron a superar las mil personas y en caso de San Miguel y Anejos las dos mil. Los censos no fueron simultáneos y se registran los datos de acuerdo a las visitas de los informantes del Rey en el que se llegó a contabilizar a un total de 13.674 personas. Esto pone en contexto las misiones de la Amazonía con las misiones jesuíticas guaraníes que en su punto más bajo tuvieron 36 mil personas en el año 1643 y en el más alto 141 mil en 1732, por lo que la dificultad del clima, las constantes enfermedades que diezmaban la población, el relativo aislamiento, los peligros de los animales y la hostilidad de los indígenas dificultó su desarrollo a pesar de todos los esfuerzos invertidos de los misioneros que zarpaban de Quito, Cuenca y Loja principalmente.
| Reducción                                | Misionero                | Personas |
| La Concepción de Archidona y Anejos      | Javier Crespo            | 997      |
| San Miguel y Anejos                      | Francisco de Real        | 2063     |
| San José                                 | Joaquín Pietragrassi     | 376      |
| San Javier                               | Hermano Salvador Sánchez | 638      |
| San Francisco de Borja y Anejos          | Juan Magnin              | 223      |
| La Concepción de Cahuapanes              | Francisco Reen           | 485      |
| La Concepción de Jeveros y Anejos        | Ignacio Mikel            | 1302     |
| San Javier de Chamicuros y Anejos        | J. Bahamonde             | 336      |
| Santo Tomás de Andoas de Pinches y Gayes | Enr. Franzen             | 555      |
| La Presentación de Chayavitas            | Ignacio Falcón           | 672      |
| La Laguna                                | Adan Schaeigen y Guill   | 1109     |
| Las Nieves de Yurimahuas                 | Leonardo Deubler         | 534      |
| San Juan de Urainas                      | Francisco Pérez          | 563      |
| San Regis de Yameos                      | Sancho Araujo            | 1064     |
| San Felipe de Amaonos                    | Juan Herrais de Vallecas | 205      |
| San Simón de Nahuapó                     | Sancho Araujo            | 506      |
| San Joaquín de Omaguas                   | Adán Widman              | 896      |
| San Paglo de Napeanos                    | Martín Iriarte           | 545      |
| San Ignacio de Pebas y Anejos            | Franc. Falconvelli       | 605      |

### Dentro del Virreinato de Nueva Granada

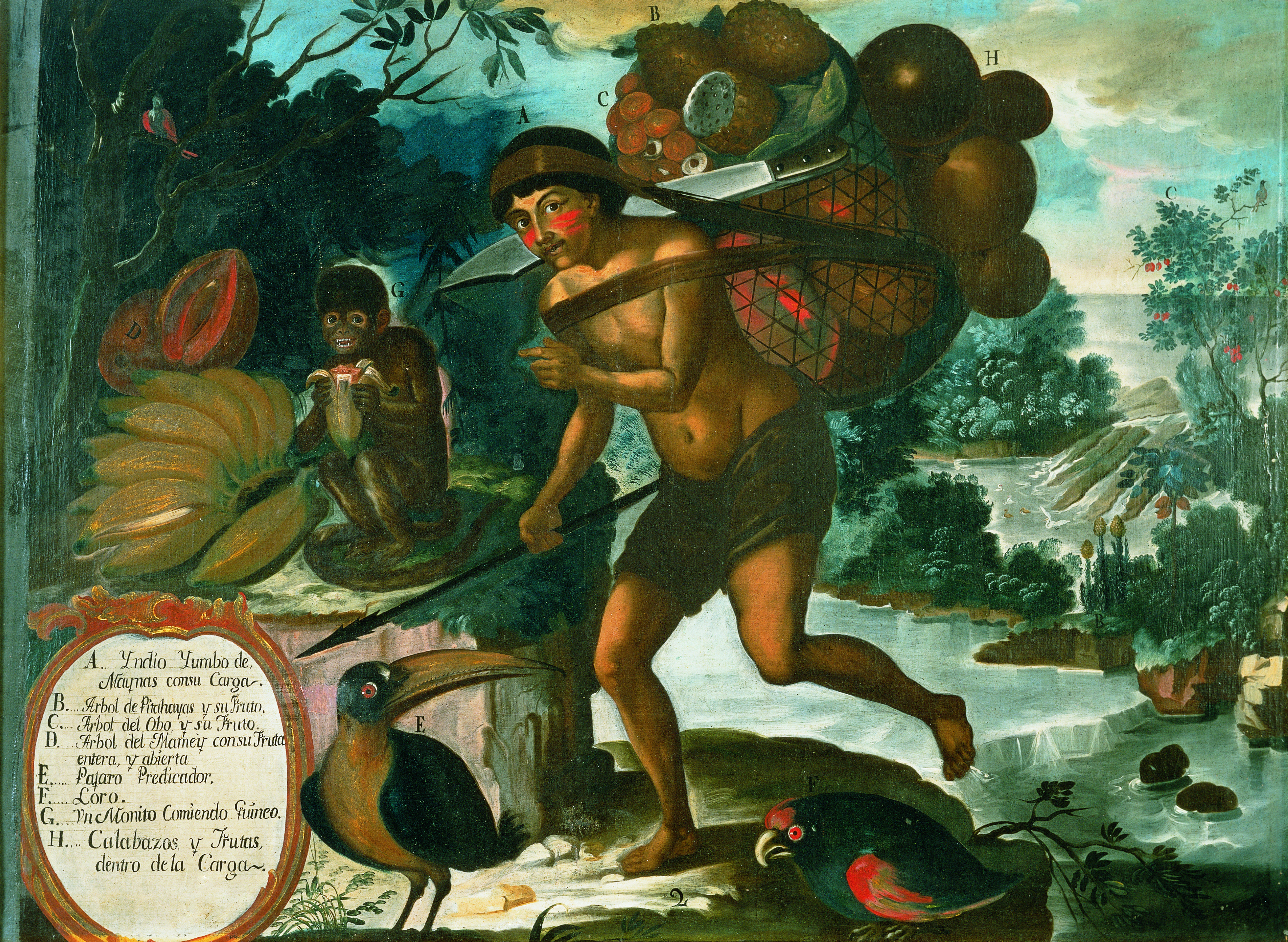
Indio de Maynas por Vicente Albán

El 12 de diciembre de 1744, a la muerte del gobernador de Toledo, los jesuitas obtuvieron de la Presidencia de Quito la supresión del Gobierno de Maynas. Para Borja se eligió un justicia mayor, Francisco Matías de Rioja. Esta disposición fue aprobada por el virrey de Nueva Granada el 28 de noviembre de 1746 y por el rey de España en 1748. En 1745 una Real Provisión dispuso: "que se agregue la jurisdicción del río Napo al Gobierno de Quijos" esto es, reincorporar a Quijos el territorio del bajo Napo que le pertenecía por cédula de erección. El 1 de mayo de 1754, según el Informe de Basabé, Maynas era sólo tenencia y el territorio del Bajo Napo estaba reincorporado en el Gobierno de Quijos. La Real Cédula de 2 de septiembre de 1772 dispuso:

cesen en el ejercicio de los tres Gobiernos de Borja, Quijos y Macas los que sirven actualmente, subrogándose con los que yo (el Rey) nombrare ... a cuyos Gobernadores se encargará se correspondan entre si, comunicándose reciprocamente todo lo que se les ofresca y paresca importante a dicho fin. Se consulta sobre la subordinación de estos Gobernadores a un Gobernador General de establecerse en Pebas o otro lugar a propósito para impedir las invasiones portuguesas ... y que el Obispado de Quito ponga un Vicario General en la Laguna

#### La expulsión de los jesuitas
Se conoce que como consecuencia del motín de Esquilache, se decidió expulsar a los jesuitas, algo que afectaba las misiones que se desplegaban en esta gobernación. Sobre la expulsión queda de testimonio sobre el trayecto y las peripecias que tuvieron que pasar de los jesuitas, hacia Europa, especialmente aquellos que se encontraban en las misiones como muestra esta carta del misionero Javier Crespo escrito en Piura el 7 de noviembre de 1768 al funcionario español Jose Diguja:

Señor. Recibimos la de V. S. de 6 de Enero el 16 de Abril, y en cumplimiento de la orden escrebimos luego a Moyobamba para que regresase el sacerdote que debía relevarnos. Éste enfermó, y fue preciso que por mis instancias enviase otro el Vicario de Moyobamba. Éste tardó en llegar hasta fines de mayo, y entregando la iglesia, salimos el 6 de junio para las misiones, y hemos peregrinado cerca de cinco meses, con las precisas detenciones, en buscar gente y avíos en donde ha sido necesario mudar. Ya estamos con el favor de Dios en Piura, y con barco que saldrá en breve (según dicen) para Panamá. De Jaén nos han dado los avíos hasta acá, como V. S. nos lo previno, y aquí hallamos el partido y la buena acogida que todos agradecemos muy de corazón al favor y caridad de V. S. que todo lo previno. Se está haciendo la ropa que pareció a los Señores necesaria para el largo tránsito que nos resta, de que a los Sres. Oficiales reales estamos agradecidos. Dios remunere a todos la caridad que usan, como quien es, y guarde a V. S. lleno de felicidad, gracia y méritos los muchos años que a bien de sus pueblos, etc.

Como consecuencia de esto, en 1773 el rey de España nombró gobernador de Maynas a Juan Francisco Goméz de Arce. El 15 de febrero de 1779, el Consejo estudió el proyecto de erigir "una villa episcopal en la Ciudad de Huánuco", "cuya jurisdicción abrazase todo la ceja de aquellas montañas de Tarma de Cajamarquilla ...; se resuelve consultar si no sea del caso erigirse "poniendo un Obispo que tenga residencia en la Ciudad de Borja ... informe V.E. lo que se ofreciere y paraciere." La Real Cédula de 12 de julio de 1790, ordenó entregar las Misiones de Maynas a los franciscanos de Quito:

He resulto que en los subcesivo se encomienden y pongan al cuydado de esas Provincias Franciscanos de Quito los Pueblos de las Misiones de Maynas, vajo el método, reglas y restricciones dispuestas por la incerta Cédula de 2 de Septiembre de 1772

El 24 de marzo de 1794, el nombramiento de Calvo distingue clara y explícitamente el gobierno militar del político. Y previene: "en inteligiencia de quo no os corresponde sueldo ninguno por lo político de este gobierno, mediante estaros considerado en lo militar." El gobierno de Calvo era puramente de defensa. El 21 de septiembre de 1795, Calvo tomó posesión del Gobierno de Maynas, en Quito; presentó 2 documentos: el uno el título de Comandante Militar (puramente jurisdiccional - para la defensa contra las invasiones portuguesas), y el otro de Gobernador Político de la Provincia, esto es, tenía el cargo de Gobernador de la Provincia de Maynas y el de Comandante Militar "en materia de guerra". En 1802 por Real Cédula, la gobernación de Maynas fue segregada del Virreinato de Nueva Granada y formó parte integrante del Virreinato del Perú con el cual, después de la Independencia y por el principio internacional de Uti Possidetis juris pasó a formar parte del territorio de la República del Perú.

He resuelto que tenga por segregado del Virreynato de Santa Fe y de la provincia de Quito y agregado a ese Virreynato el Gobierno y Comandancia General de Mainas con los pueblos del Gobierno de Quijos, excepto el de Papallacta por estar todos ellos a las orillas del rio Napo o en sus inmediaciones, extendiéndose aquella Comandancia General no sólo por el rio Marañon abajo, hasta las fronteras de las colonias portugueses, sino también por todos los demás rios que entran al Marañon por sus margines septentrional y meridional como son Morona, Huallaga, Paztaza, Ucayali, Napo, Yavari, Putumayo, Yapurá y otros menos considerables, hasta el paraje en que estos mismos por sus altos y raudales dejan de ser navegables: debiendo quedar también a la misma Comandancia General los pueblos de Lamas y Moyobamba... A cuyo fin os mando que quedando como quedan agregados los gobiernos de Mainas y Quijos a es Virreynato auxiliés con cuantas providencias juzguéis necesarias y os pidiere el Comandante General y que sirvan en ellos no sólo para el adelantamiento y conservación de los pueblos, custodia de los misioneros sino también para la seguridad de mis dominios impidiendo se adelanten por ellos los vasallos de Corona de Portugal nombrando los cabos subalternos o Teniente de Gobernador que os pareciere necesarios, para la defensa de esas fronteras y administración de justicia...Asi mismo he resuelto poner todos esos pueblos y misiones reunidos a cargo del Colegio Apostolico de Santa Rosa de Ocopa de ese Arzobispado...Igualmente he resuelto erigir un Obispado en dichas misiones...YO EL REY

## Relevancia en la historia republicana
De las gobernaciones establecidas en el oriente de la Real Audiencia de Quito, fue la de Maynas la más importante, por su organización y porque cimentó las bases de la Presidencia de Quito en la Amazonia. Estas regiones fueron descubiertas por el teniente gobernador de Yaguarsongo, Juan de Salinas y Loyola, entre 1557 y 1559. El Gobierno de Yaguarsongo formaba uno de los provincias de la Presidencia de Quito. El territorio del Gobierno de Maynas principiaba en el pueblo de San Francisco de Borja y se extendía hasta el límite de las posesiones españolas en el Amazonas; en los grandes afluentes del Amazonas. No tuvo límites fijos y determinados; pues, se iba dilatando en extensión a medida que los misioneros jesuitas de Quito avanzaban en sus excursiones apostólicas; así es que llegó hasta el río Ucayali, por una parte, y hasta el río Negro por otra. A pesar de sus vínculos con Quito, primero desde su creación como gobernación en el siglo XVII y posteriormente como parte de la Gran Colombia (entre 1820 y 1830) -tiempo en el cual política y administrativamente pertenecía al Distrito del Sur y al Departamento de Azuay, que luego conformarían la República del Ecuador- el territorio de Maynas fue reclamado bajo el principio de Uti Posidetis juris y anexado a la República del Perú. Sin embargo, la pretensión sobre el mismo por parte del Ecuador generó el conflicto bélico de la Guerra peruano-ecuatoriana de 1941, que posteriormente condujo a la firma del Protocolo de Río de Janeiro que delimitó las fronteras actuales  entre Perú y Ecuador.